# FMA Finanzmarktaufsicht Liechtenstein
Die Finanzmarktaufsicht (FMA) Liechtenstein nahm am 1. Januar 2005 als unabhängige Behörde den operativen Betrieb im Rahmen des Gesetzes vom 18. Juni 2004 über die Finanzmarktaufsicht (Finanzmarktaufsichtsgesetz; FMAG) auf.

## Aufgaben
Die Aufgaben gliedern sich in vier Hauptbereiche:
- Bereich Banken
- Bereich Versicherungen und Vorsorgeeinrichtungen
- Bereich Wertpapiere und Märkte
- Bereich Geldwäschereiprävention und Andere Finanzintermediäre

## Organisation
Die FMA ist eine öffentlich-rechtliche Anstalt mit eigener Rechtspersönlichkeit. Die FMA ist von der Regierung nicht unabhängig und der Regierung gegenüber rechenschaftspflichtig.

### Aufsichtsrat
Die FMA Liechtenstein wird von einem Aufsichtsrat geleitet. Präsident des Aufsichtsrats ist seit Anfang 2017 Roland Müller. Er löste Urs Philipp Roth-Cuony ab, der von Anfang 2012 bis Ende 2016 Präsident war.
Der Aufsichtsrat besteht aus drei bis maximal fünf Mitgliedern (Art. 7 FMAG).
Im Aufsichtsrat sind, soweit dies möglich ist, Fachkompetenzen aus folgenden Bereichen vertreten:
- Bankwirtschaft, einschliesslich Vermögensverwaltung;
- Versicherungswirtschaft, einschliesslich Vorsorgebereich;
- Treuhandwesen, Recht oder Wirtschaftsprüfung;
- Wertpapierhandel, einschliesslich Investmentunternehmen.

Die Mitglieder des Aufsichtsrates müssen zudem über einen einwandfreien Leumund, hohe Fachkenntnis und ausreichende Praxiserfahrung verfügen. Der Präsident, der Stellvertreter und mindestens ein weiteres Mitglied des Aufsichtsrates dürfen keine Funktionen bei einer beaufsichtigten natürlichen oder juristischen Person ausüben. Andere Mitglieder des Aufsichtsrates der FMA dürfen auch den beaufsichtigten Unternehmen angehören (Art. 7 Abs. 5 FMAG).
Dem Aufsichtsrat kommen folgende unentziehbare und nicht delegierbare Aufgaben zu (Art. 12 FMAG):
- die Oberleitung der Finanzmarktaufsicht;
- der Erlass und die Änderung der Statuten;
- die Festlegung der Organisation;
- die Finanzplanung und die Finanzkontrolle, soweit dies für die Führung des Unternehmens erforderlich ist;
- die Wahl, Überwachung und Abberufung der Mitglieder der Geschäftsleitung;
- die Umsetzung der von der Regierung beschlossenen Eignerstrategie;
- die Erstellung des Jahresbudgets, des Jahresberichtes und der Jahresrechnung;
- die Beratung der Regierung in Bezug auf finanzmarktstrategische Themen;
- der Erlass von Richtlinien und Empfehlungen im Sinne von Art. 25 FMAG

Die Amtsdauer der Mitglieder des Aufsichtsrates beträgt fünf Jahre. Eine einmalige Wiederwahl ist zulässig. Beim Präsidenten ist nach Ablauf von zwei Amtsperioden in begründeten Fällen eine Wiederwahl für eine ausserordentliche Amtsdauer von zwei Jahren zulässig (Art. 8 FMAG).

### Geschäftsführung
Die Mitglieder der Geschäftsleitung werden vom Aufsichtsrat nach öffentlicher Ausschreibung gewählt (Art. 14 Abs. 1 FMAG).
Wie auch die Mitglieder des Aufsichtsrates, sind die Unvereinbarkeitsregelungen im Sinne des Art. 7 Abs. 5 FMAG sinngemäss anzuwenden (siehe oben). Die Mitglieder der Geschäftsleitung müssen über einen einwandfreien Leumund, hohe Fachkenntnis und ausreichende Praxiserfahrung verfügt.
Der Geschäftsleitung obliegt die operative Leitung der FMA. Zusammensetzung, Aufgaben und Befugnisse der Geschäftsleitung sind in den Statuten und im Organisationsreglement der FMA festgelegt.

### Revisionsstelle
Die Regierung des Fürstentums Liechtenstein wählt eine anerkannte Revisionsgesellschaft im Sinne des Gesetzes über die Wirtschaftsprüfer und Revisionsgesellschaften als Revisionsstelle. Die Regierung kann auch der staatlichen Finanzkontrolle die Funktion der Revisionsstelle übertragen.

### FMA-Beschwerde-Kommission
Die FMA-Beschwerde-Kommission ist gemäss Art. 78 Abs. 3 Landesverfassung eingerichtet und besteht aus drei Mitgliedern und zwei Ersatzmitgliedern, die vom liechtensteinischen Landtag für eine Dauer von fünf Jahren gewählt werden. Der Landtag bestimmt auch den Präsidenten und den Vizepräsidenten der FMA-Beschwerde-Kommission. Es bestehen Unvereinbarkeitsregelungen für die Tätigkeit in bestimmten Positionen der Regierung, des Landtags, der FMA selbst, bei beaufsichtigten Unternehmen etc.
Die FMA Beschwerde-Kommission ist zuständig für die Beurteilung beschwerdefähiger Entscheidungen und Verfügungen der FMA. Diese können binnen 14 Tagen ab der Zustellung bei der FMA-Beschwerde-Kommission angefochten werden. Gegen die Entscheidungen und Verfügungen der FMA-Beschwerde-Kommission kann wiederum binnen 14 Tagen ab Zustellung die Beschwerde an den Verwaltungsgerichtshof (Liechtenstein) erhoben werden.

## Rechtliche Grundlagen
Die rechtlichen Grundlagen der Finanzmarktaufsicht Liechtenstein sind:
- Gesetz über die Finanzmarktaufsicht[7]
- Gesetz über die Steuerung und Überwachung öffentlicher Unternehmen[8]
- Eignerstrategie für die FMA Liechtenstein[9]
- Statuten der FMA Liechtenstein[10]
- Organisationsreglement der FMA Liechtenstein[11]
- FMA-Abgaben- und Gebührenverordnung[12]

Als rechtliche Grundlage für die Aufsichtstätigkeit der FMA dienen eine Vielzahl von liechtensteinischen Gesetzen, darunter u. a.
- Gesetz über die Banken (Bankengesetz)
- Gesetz über die Vermögensverwaltung (VVG)
- Gesetz über Investmentunternehmen (IUG)
- Gesetz betreffend die Aufsicht über Versicherungsunternehmen (Versicherungsaufsichtsgesetz, VersAG)
- Gesetz über die beruflichen Sorgfaltspflichten bei Finanzgeschäften (Sorgfaltspflichtgesetz, SPG)
- Liechtensteinisches Personen- und Gesellschaftsrecht (PGR)
- Gesetz über die Erstellung, Kontrolle und Verbreitung des bei öffentlichen Angeboten von Wertpapieren zu veröffentlichenden Prospekts (Prospektgesetz)

Die im Rahmen des Öffentliche-Unternehmen-Steuerungs-Gesetz von der Regierung gemäss Art. 16 ÖUSG erlassenen Eigner- oder Beteiligungsstrategien sind für die beaufsichtigten Unternehmen unverbindlich und binden lediglich die Organe der FMA selbst. Es handelt sich bei diesen Eigner- oder Beteiligungsstrategien um einen Good-Governance-Steuerungsmechanismus.

## Kontrolle
Die Oberaufsicht obliegt der Regierung des Fürstentums Liechtenstein (Art. 78 Abs. 4 Landesverfassung, Art. 1 Abs. 3 FMAG). Die Kontrollaufgaben der Regierung werden seit 1. Januar 2010 zudem im Öffentliche-Unternehmen-Steuerungs-Gesetz geregelt.
Die Oberaufsicht der Regierung umfasst alle Bereiche der Finanzmarktaufsicht zur Steuerung und Überwachung der FMA, inklusive der personellen, organisatorischen und regulatorischen Bereiche, da die Finanzmarktaufsicht Liechtenstein hoheitliche, von den Regierungskompetenzen aus der Landesverfassung direkt abgeleitete Tätigkeiten übertragen erhalten hat und diese, zwar im eigenen Namen, jedoch für die Regierung bzw. das Land Liechtenstein, ausübt (Art. 1 Abs. 3 lit. a ÖUSG).
In diesem Zusammenhang ist die Finanzmarktaufsicht Liechtenstein berechtigt, die Interessen des Landes, soweit ihr hierzu Kompetenzen übertragen wurden, wahrzunehmen (z. B. in internationalen Gremien, im Rahmen der Amtshilfe etc.), wobei die letzte Kontrolle und auch Weisungsbefugnis diesbezüglich bei der Regierung liegt. Die Finanzmarktaufsicht Liechtenstein ist in diesem Rahmen der Regierung auch regelmässig berichtspflichtig.
Die Regierung ist gemäss der strengen Regelung für die Kompetenzübertragung aus der liechtensteinischen Landesverfassung heraus nicht berechtigt, bestimmte Bereiche der Finanzmarktaufsicht ohne Überwachung zu übertragen oder eine Oberaufsicht faktisch zu unterlassen.